# 6 Horas de Fuji 2013
Las 6 Horas de Fuji 2013 fue un evento de carreras deportivas de resistencia celebrado en el Fuji Speedway, Oyama, Japón los días 18 al 20 de octubre de 2013, y sirvió como la sexta carrera del Campeonato Mundial de Resistencia 2013. Alexander Wurz, Nicolas Lapierre y Kazuki Nakajima de Toyota ganaron la carrera a bordo del Toyota TS030 Hybrid No.7.
Fuertes lluvias obligaron a los oficiales de carrera a comenzar la carrera bajo condiciones de seguridad, completando ocho vueltas antes de que la carrera se detuviera temporalmente debido a que no había mejoras en las condiciones de la pista. Después de un retraso de dos horas, la carrera se reinició una vez más bajo el auto de seguridad, rodando otras ocho vueltas antes de que los oficiales detuvieran la carrera nuevamente y eventualmente pusieran fin a la carrera. El Toyota No. 7 fue declarado ganador de la carrera, consiguiendo la punta de la carrera después de una parada en boxes por precaución del Audi que comenzó desde la pole position, mientras que la mayoría de los autos terminó en la misma posición en la que comenzó la carrera. Solo se otorgaron medio punto a los distintos campeonatos que se celebran en el Campeonato Mundial de Resistencia.
Como resultado de la carrera, que no tomó la bandera verde, la FIA impuso un cambio de regla a partir de 2014, donde los puntos solo se anotan si dos vueltas se ejecutan bajo condiciones de bandera verde para evitar una repetición de lo sucedido en Fuji.

## Clasificación
Los ganadores de las poles en cada clase están marcados en negrita.
| Pos | Clase     | Equipo                         | Tiempo   | Grilla |
| --- | --------- | ------------------------------ | -------- | ------ |
| 1   | LMP1      | No. 1 Audi Sport Team Joest    | 1:26.577 | 1      |
| 2   | LMP1      | No. 8 Toyota Racing            | 1:26.755 | 2      |
| 3   | LMP1      | No. 7 Toyota Racing            | 1:26.860 | 3      |
| 4   | LMP1      | No. 2 Audi Sport Team Joest    | 1:27.425 | 4      |
| 5   | LMP1      | No. 12 Rebellion Racing        | 1:29.250 | 5      |
| 6   | LMP2      | No. 35 OAK Racing              | 1:32.938 | 6      |
| 7   | LMP2      | No. 26 G-Drive Racing          | 1:33.019 | 7      |
| 8   | LMP2      | No. 27 Gainer International    | 1:33.073 | 8      |
| 9   | LMP2      | No. 24 OAK Racing              | 1:33.097 | 9      |
| 10  | LMP2      | No. 25 Delta-ADR               | 1:33.209 | 10     |
| 11  | LMP2      | No. 47 KCMG                    | 1:33.512 | 11     |
| 12  | LMP2      | No. 49 Pecom Racing            | 1:33.525 | 12     |
| 13  | LMP2      | No. 31 Lotus                   | 1:34.080 | 13     |
| 14  | LMP2      | No. 32 Lotus                   | 1:34.246 | 14     |
| 15  | LMP2      | No. 45 OAK Racing              | 1:35.408 | 15     |
| 16  | LMGTE Pro | No. 97 Aston Martin Racing     | 1:39.114 | 16     |
| 17  | LMGTE Pro | No. 99 Aston Martin Racing     | 1:39.591 | 17     |
| 18  | LMGTE Pro | No. 51 AF Corse                | 1:39.693 | 18     |
| 19  | LMGTE Pro | No. 91 Porsche AG Team Manthey | 1:39.736 | 19     |
| 20  | LMGTE Pro | No. 92 Porsche AG Team Manthey | 1:39.778 | 20     |
| 21  | LMGTE Am  | No. 95 Aston Martin Racing     | 1:40.649 | 21     |
| 22  | LMGTE Am  | No. 50 Larbre Compétition      | 1:40.814 | 22     |
| 23  | LMGTE Am  | No. 96 Aston Martin Racing     | 1:40.824 | 23     |
| 24  | LMGTE Am  | No. 88 Proton Competition      | 1:41.311 | 24     |
| 25  | LMGTE Am  | No. 81 8 Star Motorsports      | 1:41.369 | 25     |
| 26  | LMGTE Am  | No. 61 AF Corse                | 1:41.529 | 26     |
| 27  | LMGTE Am  | No. 57 Krohn Racing            | 1:41.625 | 27     |
| 28  | LMGTE Am  | No. 76 IMSA Performance Matmut | 1:41.683 | 28     |
| —   | LMGTE Pro | No. 71 AF Corse                | No Time  | 29     |

## Carrera
Resultados por clase
| Pos. general | Pos. clase | Clase     | N.° | Escudería               | Pilotos                                            | Automóvil                 | Vueltas | Tiempo/Retirado | Campeonato | Campeonato |
| Pos. general | Pos. clase | Clase     | N.° | Escudería               | Pilotos                                            | Automóvil                 | Vueltas | Tiempo/Retirado | Pos.       | Puntos     |
| LMP          | LMP        | LMP       | LMP | LMP                     | LMP                                                | LMP                       | LMP     | LMP             | LMP        | LMP        |
| ------------ | ---------- | --------- | --- | ----------------------- | -------------------------------------------------- | ------------------------- | ------- | --------------- | ---------- | ---------- |
| 1            | 1          | LMP1      | 7   | Toyota Racing           | Alexander Wurz Nicolas Lapierre Kazuki Nakajima    | Toyota TS030 Hybrid       | 16      | 2:56:05.785     | 1          | 12.5       |
| 2            | 2          | LMP1      | 2   | Audi Sport Team Joest   | Tom Kristensen Loïc Duval Allan McNish             | Audi R18 e-tron quattro   | 16      | +1.901          | 2          | 9          |
| 3            | 3          | LMP1      | 12  | Rebellion Racing        | Andrea Belicchi Mathias Beche                      | Lola B12/60 Coupé-Toyota  | 16      | +3.872          | 3          | 7.5        |
| 4            | 1          | LMP2      | 35  | OAK Racing              | Bertrand Baguette Ricardo González Martin Plowman  | Morgan-Nissan             | 16      | +6.131          | 4          | 6          |
| 5            | 2          | LMP2      | 26  | G-Drive Racing          | Roman Rusinov John Martin Mike Conway              | Oreca 03-Nissan           | 16      | +8.224          | 5          | 5          |
| 7            | 4          | LMP2      | 24  | OAK Racing              | Olivier Pla David Heinemeier Hansson Alex Brundle  | Morgan-Nissan             | 16      | +12.834         | 6          | 4          |
| 8            | 5          | LMP2      | 25  | Delta-ADR               | Tor Graves James Walker Shinji Nakano              | Oreca 03-Nissan           | 16      | +15.323         | 7          | 3          |
| 10           | 7          | LMP2      | 49  | PeCom Racing            | Luis Pérez Companc Nicolas Minassian Pierre Kaffer | Oreca 03-Nissan           | 16      | +21.494         | 8          | 2          |
| 11           | 8          | LMP2      | 32  | Lotus                   | Thomas Holzer Dominik Kraihamer Jan Charouz        | Lotus T128                | 16      | +23.803         | 9          | 1          |
| 12           | 9          | LMP2      | 45  | OAK Racing              | Jacques Nicolet Keiko Ihara                        | Morgan-Nissan             | 16      | +35.657         | 10         | 0.5        |
| 23           | 10         | LMP2      | 31  | Lotus                   | Kevin Weeda James Rossiter Vitantonio Liuzzi       | Lotus T128                | 16      | +1:40.976       | 11         | 0.25       |
| 26           | 4          | LMP1      | 1   | Audi Sport Team Joest   | André Lotterer Benoît Tréluyer Marcel Fässler      | Audi R18 e-tron quattro   | 16      | +2:49.150       | 12         | 0.25       |
| 27           | 5          | LMP1      | 8   | Toyota Racing           | Anthony Davidson Sébastien Buemi Stéphane Sarrazin | Toyota TS030 Hybrid       | 15      | +1 vuelta       | 13         | 0.25       |
| LMP2         |            |           |     |                         |                                                    |                           |         |                 |            |            |
| 4            | 1          | LMP2      | 35  | OAK Racing              | Bertrand Baguette Ricardo González Martin Plowman  | Morgan-Nissan             | 16      | 2:56:11.916     | 1          | 12.5       |
| 5            | 2          | LMP2      | 26  | G-Drive Racing          | Roman Rusinov John Martin Mike Conway              | Oreca 03-Nissan           | 16      | +2.093          | 2          | 9          |
| 6            | 3          | LMP2      | 217 | Gainer International    | Katsuyuki Hiranaka Masayuki Ueda Björn Wirdheim    | Zytek Z11SN-Nissan        | 16      | +4.924          | —          | —          |
| 7            | 4          | LMP2      | 24  | OAK Racing              | Olivier Pla David Heinemeier Hansson Alex Brundle  | Morgan-Nissan             | 16      | +6.703          | 3          | 7.5        |
| 8            | 5          | LMP2      | 25  | Delta-ADR               | Tor Graves James Walker Shinji Nakano              | Oreca 03-Nissan           | 16      | +9.192          | 4          | 6          |
| 9            | 6          | LMP2      | 47  | KCMG                    | Richard Bradley Hiroshi Koizumi Tsugio Matsuda     | Morgan-Nissan             | 16      | +13.438         | —          | —          |
| 10           | 7          | LMP2      | 49  | PeCom Racing            | Luis Pérez Companc Nicolas Minassian Pierre Kaffer | Oreca 03-Nissan           | 16      | +15.363         | 5          | 5          |
| 11           | 8          | LMP2      | 32  | Lotus                   | Thomas Holzer Dominik Kraihamer Jan Charouz        | Lotus T128                | 16      | +17.672         | 6          | 4          |
| 12           | 9          | LMP2      | 45  | OAK Racing              | Jacques Nicolet Keiko Ihara                        | Morgan-Nissan             | 16      | +29.526         | 7          | 3          |
| 23           | 10         | LMP2      | 31  | Lotus                   | Kevin Weeda James Rossiter Vitantonio Liuzzi       | Lotus T128                | 16      | +1:34.845       | 8          | 2          |
| LMGTE        |            |           |     |                         |                                                    |                           |         |                 |            |            |
| Pos. general | Pos. clase | Clase     | N.° | Escudería               | Pilotos                                            | Automóvil                 | Vueltas | Tiempo/Retirado | Campeonato | Campeonato |
| Pos. general | Pos. clase | Clase     | N.° | Escudería               | Pilotos                                            | Automóvil                 | Vueltas | Tiempo/Retirado | Pos.       | Puntos     |
| 13           | 1          | LMGTE Pro | 97  | Aston Martin Racing     | Darren Turner Stefan Mücke Frédéric Makowiecki     | Aston Martin Vantage V8   | 16      | 2:56:44.685     | 1          | 12.5       |
| 14           | 2          | LMGTE Pro | 51  | AF Corse                | Gianmaria Bruni Giancarlo Fisichella               | Ferrari F458 Italia       | 16      | +3.044          | 2          | 9          |
| 15           | 3          | LMGTE Pro | 91  | Porsche AG Team Manthey | Jörg Bergmeister Patrick Pilet                     | Porsche 911 RSR           | 16      | +5.955          | 3          | 7.5        |
| 16           | 4          | LMGTE Pro | 92  | Porsche AG Team Manthey | Marc Lieb Richard Lietz                            | Porsche 911 RSR           | 16      | +16.411         | 4          | 6          |
| 17           | 1          | LMGTE Am  | 95  | Aston Martin Racing     | Christoffer Nygaard Kristian Poulsen Bruno Senna   | Aston Martin Vantage V8   | 16      | +18.768         | 5          | 5          |
| 18           | 2          | LMGTE Am  | 96  | Aston Martin Racing     | Stuart Hall Jamie Campbell-Walter Jonathan Adam    | Aston Martin Vantage V8   | 16      | +22.741         | 6          | 4          |
| 19           | 3          | LMGTE Am  | 88  | Proton Competition      | Christian Ried Gianluca Roda Paolo Ruberti         | Porsche 911 GT3 RSR       | 16      | +5.869          | 7          | 3          |
| 20           | 4          | LMGTE Am  | 81  | 8 Star Motorsports      | Enzo Potolicchio Rui Águas Davide Rigon            | Ferrari F458 Italia       | 16      | +24.637         | 8          | 2          |
| 21           | 5          | LMGTE Pro | 71  | AF Corse                | Kamui Kobayashi Toni Vilander                      | Ferrari F458 Italia       | 16      | +36.644         | 9          | 1          |
| 22           | 5          | LMGTE Am  | 76  | IMSA Performance Matmut | Raymond Narac Jean-Karl Vernay Markus Palttala     | Porsche 911 GT3 RSR       | 16      | +47.004         | 10         | 0.5        |
| 24           | 6          | LMGTE Am  | 57  | Krohn Racing            | Tracy Krohn Niclas Jönsson Maurizio Mediani        | Ferrari F458 Italia       | 16      | +1:07.414       | 11         | 0.25       |
| 25           | 7          | LMGTE Am  | 61  | AF Corse                | Jack Gerber Matt Griffin Marco Cioci               | Ferrari F458 Italia       | 16      | +1:42.743       | 12         | 0.25       |
| 28           | 6          | LMGTE Pro | 99  | Aston Martin Racing     | Pedro Lamy Richie Stanaway                         | Aston Martin Vantage V8   | 15      | +1 vuelta       | 13         | 0.25       |
| 29           | 8          | LMGTE Am  | 50  | Larbre Compétition      | Patrick Bornhauser Julien Canal Fernando Rees      | Chevrolet Corvette C6-ZR1 | 14      | +2 vueltas      | 14         | 0.25       |
| LMGTE Am     |            |           |     |                         |                                                    |                           |         |                 |            |            |
| 17           | 1          | LMGTE Am  | 95  | Aston Martin Racing     | Christoffer Nygaard Kristian Poulsen Bruno Senna   | Aston Martin Vantage V8   | 16      | 2:57:03.453     | 1          | 12.5       |
| 18           | 2          | LMGTE Am  | 96  | Aston Martin Racing     | Stuart Hall Jamie Campbell-Walter Jonathan Adam    | Aston Martin Vantage V8   | 16      | +3.973          | 2          | 9          |
| 19           | 3          | LMGTE Am  | 88  | Proton Competition      | Christian Ried Gianluca Roda Paolo Ruberti         | Porsche 911 GT3 RSR       | 16      | +5.869          | 3          | 7.5        |
| 20           | 4          | LMGTE Am  | 81  | 8 Star Motorsports      | Enzo Potolicchio Rui Águas Davide Rigon            | Ferrari F458 Italia       | 16      | +8.283          | 4          | 6          |
| 22           | 5          | LMGTE Am  | 76  | IMSA Performance Matmut | Raymond Narac Jean-Karl Vernay Markus Palttala     | Porsche 911 GT3 RSR       | 16      | +28.236         | 5          | 5          |
| 24           | 6          | LMGTE Am  | 57  | Krohn Racing            | Tracy Krohn Niclas Jönsson Maurizio Mediani        | Ferrari F458 Italia       | 16      | +48.646         | 6          | 4          |
| 25           | 7          | LMGTE Am  | 61  | AF Corse                | Jack Gerber Matt Griffin Marco Cioci               | Ferrari F458 Italia       | 16      | +1:23.975       | 7          | 3          |
| 29           | 8          | LMGTE Am  | 50  | Larbre Compétition      | Patrick Bornhauser Julien Canal Fernando Rees      | Chevrolet Corvette C6-ZR1 | 14      | +2 vueltas      | 8          | 2          |

Fuentes: FIA WEC.